# 善寳寺
善寳寺（ぜんぽうじ）は、山形県鶴岡市にある曹洞宗の寺院。山号は龍澤山（りゅうたくさん）。本尊は薬師如来。妙厳寺、最乗寺と並ぶ曹洞宗三大祈祷所。

## 歴史
平安時代の天慶から天暦年間（938年 - 957年）頃、天台宗の妙達によって草庵が結ばれ、龍華寺と呼んだものを始まりとする。鎌倉時代の延慶年間（1308年 - 1311年）、總持寺二世峨山韶碩が龍華寺跡で教化を垂れる。
室町時代の永享年間（1429年 - 1441年）、峨山七世の法孫、太年浄椿(總持寺311世)がその遺志を継ぎ諸堂を復興し、寺号を善寳寺と改めた。
姿を顕した二龍神（龍宮龍道大龍王、戒道大龍女）が寺号を授け、寺内の貝喰池に身を隠したという伝承が残り、龍神信仰の寺として航海安全を祈願する海運関係者や大漁を祈願する漁業関係者などから全国的に信仰を集める。
天正年中、大浦城主武藤出羽守義氏公より寺領千五百石の寄進を受ける。
武藤家滅亡後、最上家領となり大山筑前守の領分となり、善寳寺は弾圧を受け衰退する。
慶長16年(1611年)10世骨窓運徹は總持寺五院普蔵院に輪住する。
元和８年(1622年)、庄内藩酒井家入部以前までは僧録を務める。(酒井家入部後総穏寺が僧録所となる)。
享保年中、霊感応伝代に元本寺余目乗慶寺と本末争論の末に末寺の札を抜き、時の幕府老中・庄内藩主酒井忠寄の尽力により、大本山總持寺五院普蔵院の預末寺となる。
また、応伝は旧本堂・庫裏の改築を行い今の善宝寺の基礎を築く。その功により応伝は20世中興と称される。
天明6年(1786年)、大雲祥嶽代に有栖川宮善宝寺龍神尊に帰依し、館入りを許可し紫御幕・挑灯を下賜され、祈願所となる。
天保4年（1833年）29世中興大令宗覚代に再建された龍王殿や、安政2年（1855年）32世月巌不傳代に寄進された五百羅漢堂、文久2年（1862年）33世中興水野禅山代に再建された山門、1883年（明治16年）34世水野禅法代に建立された五重塔などの諸堂のほか、菱田春草「王昭君の図」（国の重要文化財）などを保有する。
1982年には、鶴岡高専教授の斉藤信義が41世に就任した。
また、1990年（平成2年）頃には、貝喰池のコイが「人面魚」として耳目を集めた。
2010年、五十嵐卓三が42世に就任。
2016年、妙達上人生誕1150年祭に合わせ、初の龍王殿ご尊体のご開帳を挙行する。
同年10月、1150年祭慶讃本法要合わせて、開山太年浄椿大和尚500回大遠忌と、当山26世・29世・32世諸大和尚報恩忌法要を3日間厳修する。
2017年、妙達上人の木像遷座開眼法要を挙行する。作成は京仏師櫻井覺山。

## 文化財

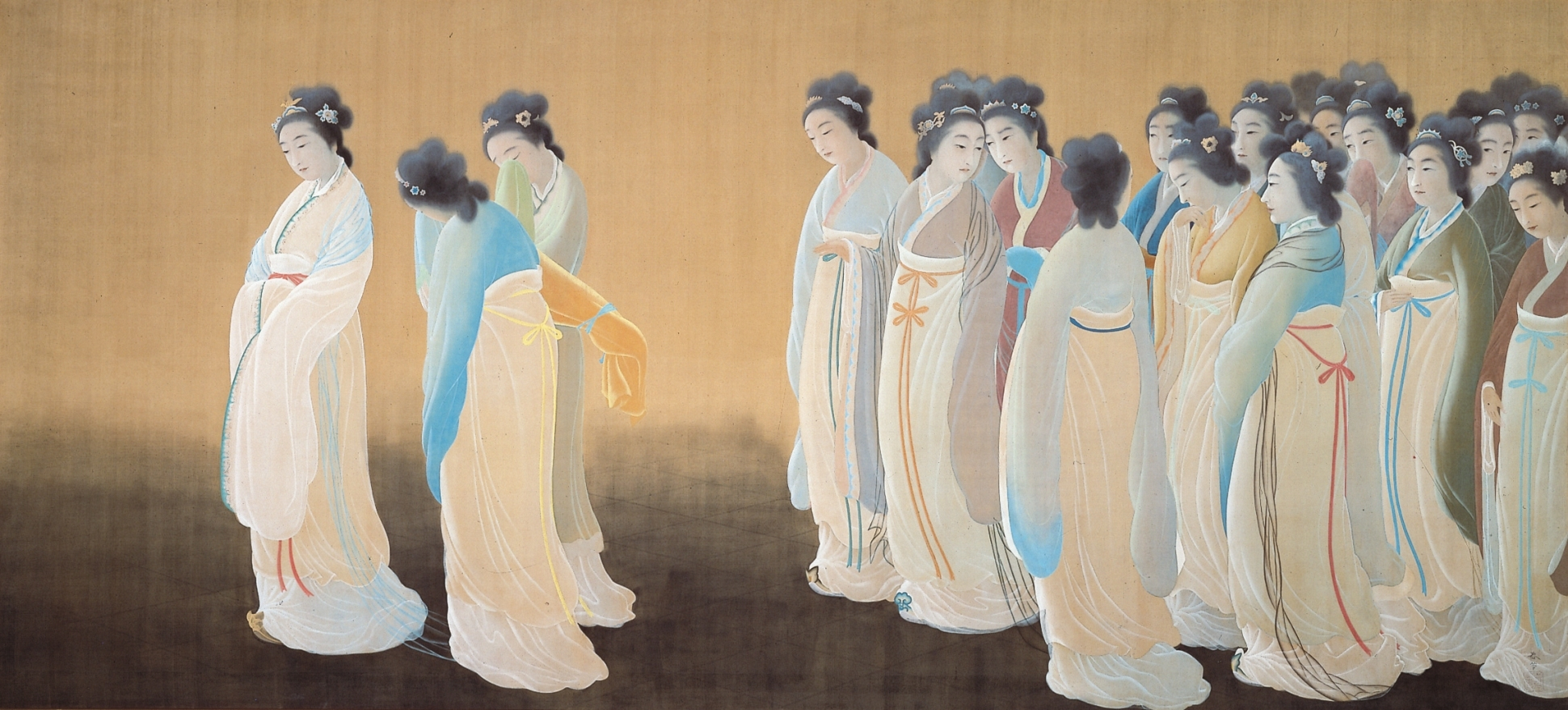
王昭君図 菱田春草筆

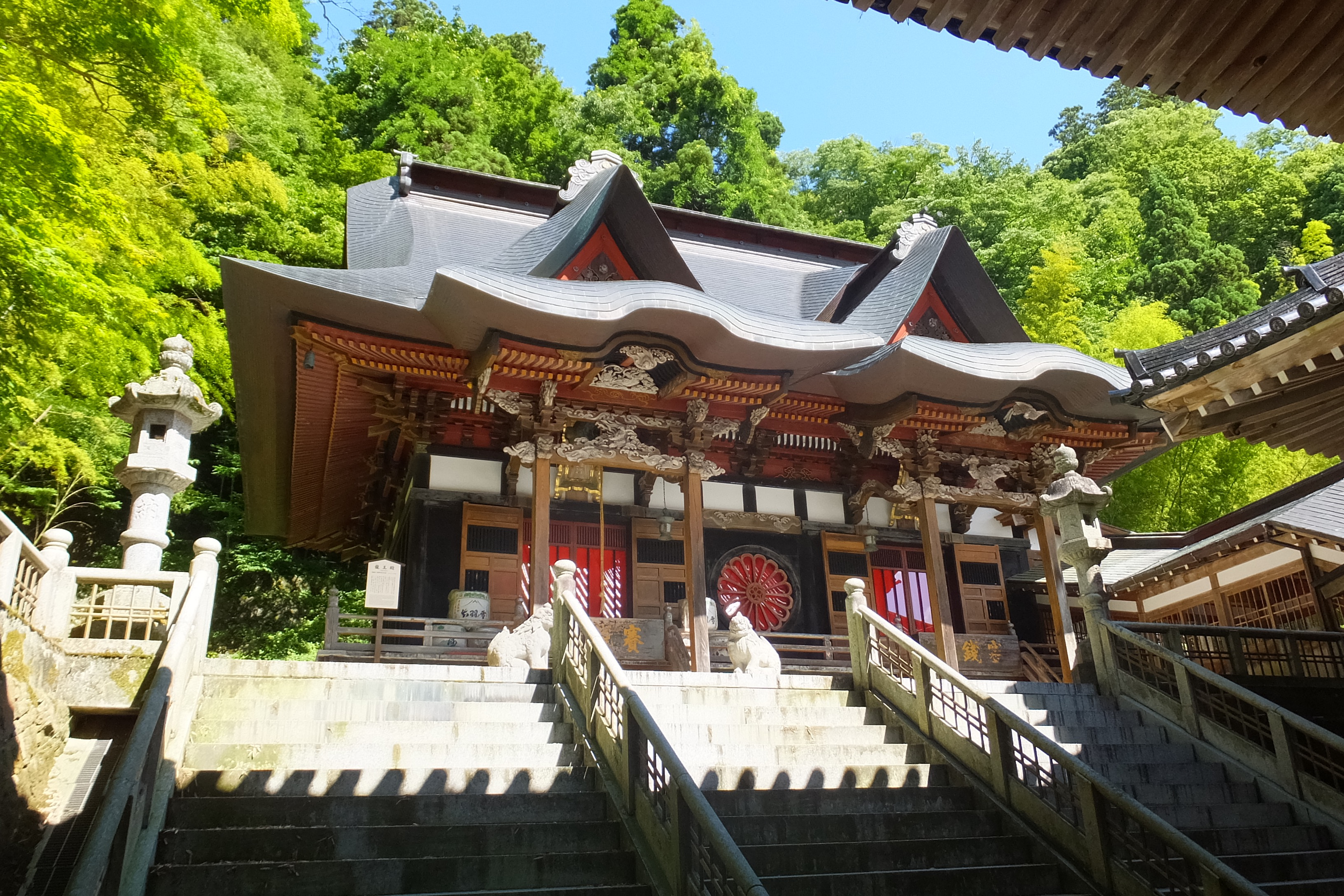
龍王殿

### 重要文化財
- 絹本著色王昭君図 菱田春草筆

明治時代の日本画家菱田春草の代表作。1902年（明治35年）第12回絵画共進会（日本絵画協会・日本美術院連合絵画共進会）に出品し、銀牌第1席を得た作品。中国前漢時代の王昭君の故事を題材にしている。東京美術学校の職を追われた岡倉天心の姿を王昭君に重ね合わせているとの見方もある。東京国立近代美術館に寄託。

### 登録有形文化財
2015年（平成27年）11月17日に以下の6棟が登録された。
- 龍王殿

善寳寺開山太年浄椿禅師が文安三年（1446年）創建と伝えられる。現建物は天保四年（1833年）29世中興大令代に再建された。當山守護両大龍王尊を祭祀すると共に開山堂をも併せている。亀甲葺と称する八棟造形式の銅板屋根は海の波「うねり」を型どり、また軒組には波に鯉、鯱、雲と草花といった彫り物が多様に配された荘厳な建築。
- 五重塔

魚鱗一切の大供養塔として明治十六年（1883年）、三十三世中興月圓禅山和尚の発願により建立に着手。十年後の明治二十六年（1893年）三十四世別傳禅法和尚代に落成。高さ三十八メートル余、総欅造り、銅板葺きの大塔。内陣壇上の御佛体は正面「釈迦如来」東方「阿しゅく如来」西方「阿弥陀如来」南方「宝勝如来」中央金色円柱は「大日如来」を擬して仏の五種智慧「五智」を表している。外部には西遊記で知られる三蔵法師、深沙大将、また十二神将が四方に彫り込まれている。
- 五百羅漢堂

嘉永三年三十一世佛山観了和尚により発願される。
安政二年（1855年）三十二世月巖不傳和尚代に落成。赤瓦葺入母屋の大屋根にて内部空間を活かした総欅造りの伽藍。内陣正面には「釈迦如来」、向かって右に「文殊菩薩」、左に「普賢菩薩」を配した「釈迦三尊」を安置。その前には十大弟子の佛像と、他に六人の弟子を加えて「十六羅漢」と呼び、更に四百八十四人を加えて、古来より亡き人を偲ぶ「五百羅漢さま」と言われる。北海道松前郡の豪商より寄進された。当時の北前船航路による交流と繁栄が偲ばれる。
- 山門

文久二年（1862年）三十三世中興月圓禅山和尚代に再建。総欅造り、銅板葺きの重厚な二重門。楼上には正面に「宝冠釈迦如来」、両脇には「十六羅漢」を安置。上部に高く掲げられている「龍澤山」の大扁額は郷土の傑僧父幼老卵和尚の揮毫。また二大尊天である「毘沙門天」を右に「韋駄尊天」左に配し、土地建物の守護と法食常転を求むるために安置されている。正面及び初重内部には彫り物が溢れるように配されており、特に正面円柱と後方の両唐獅子は棟梁とその弟が技を競った力作とされている。
- 総門

信仰道場善寳寺への第一関門。安政三年（1856年）三十二世月巖不傳和尚代に再建された。床は石敷、材は欅で彩色は施されていない。十二支の他、立体的な彫刻で装飾されている四脚門。向かって右側上層部には波に宝珠のみの透かし彫りがある。龍が持っている「宝珠」は「如意宝珠」で願い事が叶うといわれている。
- 龍華庵

この庵の名称「龍華」は善寳寺の前身である「龍華寺」に由来する。明治十三年（1880年）、現在地へ三十三世中興月圓禅山和尚代に再建された。本尊は観音菩薩で、内陣天井には棟梁が天井画まで関わったとされる雲龍図が描かれている。

## 交通
- 山形自動車道鶴岡インターチェンジから車で約15分
- 鶴岡駅から庄内交通バス「善宝寺経由湯野浜温泉行」に乗車、善宝寺バス停下車すぐ（ただし本数少）